# Kanurennsport-Weltmeisterschaften 2026
Die 50. Kanurennsport-Weltmeisterschaften finden 2026 in Posen in Polen statt. Veranstaltet werden die Weltmeisterschaften von der International Canoe Federation (ICF).
Es wird das vierte Mal sein, dass die Kanurennsport-Weltmeisterschaften in der polnischen Stadt ausgetragen werden.